# ウルム市電
ウルム市電（ウルムしでん、ドイツ語: Straßenbahn Ulm）は、ドイツの都市・ウルム市内に存在する路面電車。2021年現在はシュタットベルケ・ウルム/ノイウルム（Stadtwerke Ulm/Neu-Ulm、SWU）の完全子会社であるSWU交通（SWU Verkehr GmbH）によって運営されている。

## 歴史
ウルムに路面電車が開通したのは1897年5月の事で、ウルム市内の路線に加えてドナウ川を渡り対岸のノイウルムまで伸びる路線も有していた。以降も延伸が続き、1927年時点でウルムとノイウルム市内に4系統を有する路線網が築かれたが、第二次世界大戦期に戦略的に重要であったウルムは幾度となく空襲を受ける事となり、路面電車網も甚大な被害を受け、ノイウルムへ向かう路線は復旧されることなく廃止された。更に戦後はモータリーゼーションの進展によりディーゼルバスの路線網の拡充が行われた結果ウルム市内の路線網も段階的に廃止され、1964年以降は僅か1系統、全長5.6 kmの路線を残すのみとなり、当時の西ドイツで最も短い路面電車路線となった。

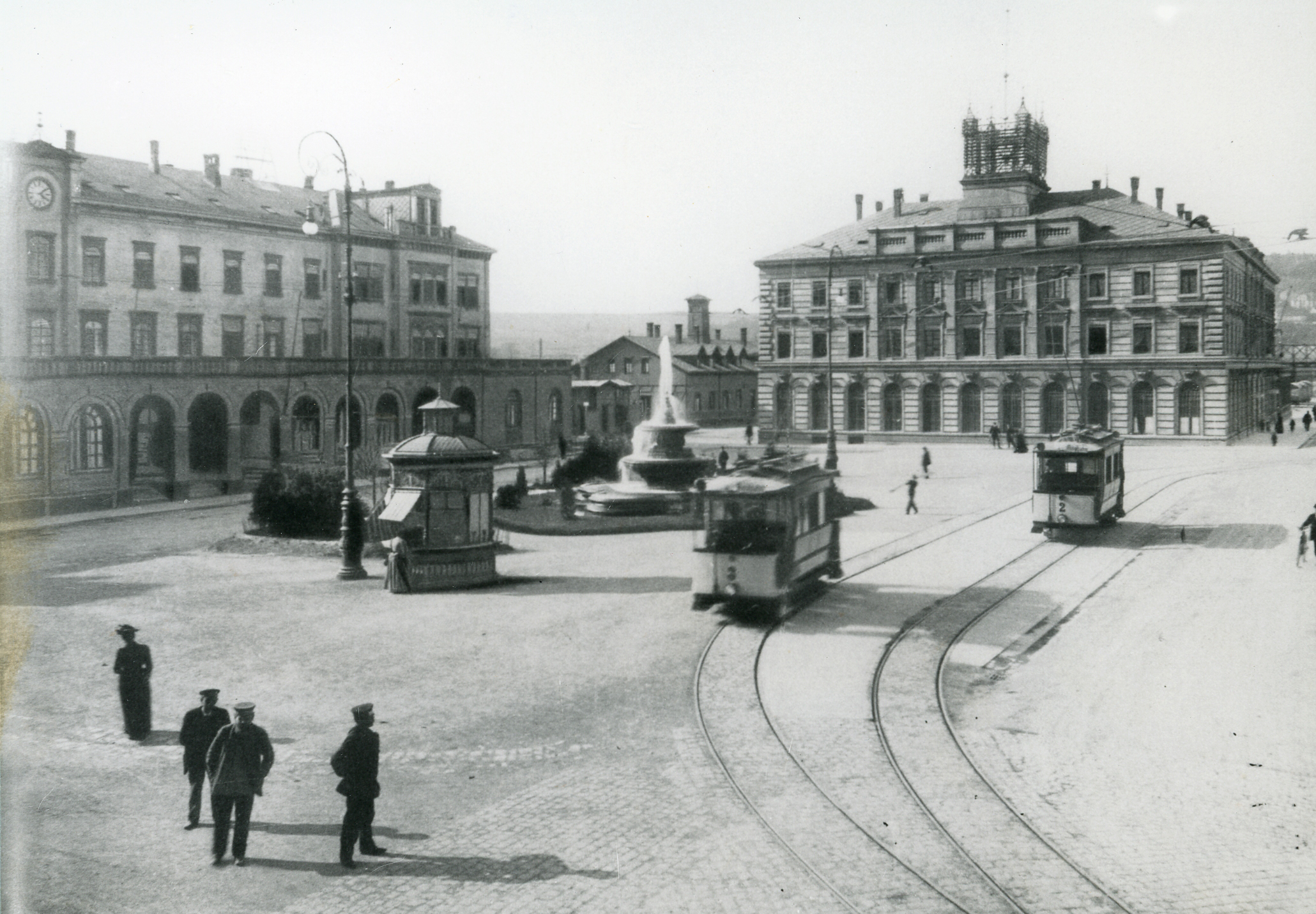
1900年代のウルム市電（1904年撮影）
1920年代のウルム市電（1925年撮影）

この1系統・短距離という状態はドイツ再統一後、2000年代後半まで続いたが、その間も車両や施設の更新は継続して行われ、1980年代にはそれまでウルム市電で使用されていた2軸車やボギー車に代わり、ロイトリンゲン市電やシュトゥットガルト市電から譲渡されたGT4形2車体連接車の導入が実施された。更に2000年代以降は超低床電車のコンビーノの導入が実施され、GT4形も置き換えられた。

2軸車は1980年代まで現役で使用された（1982年撮影）
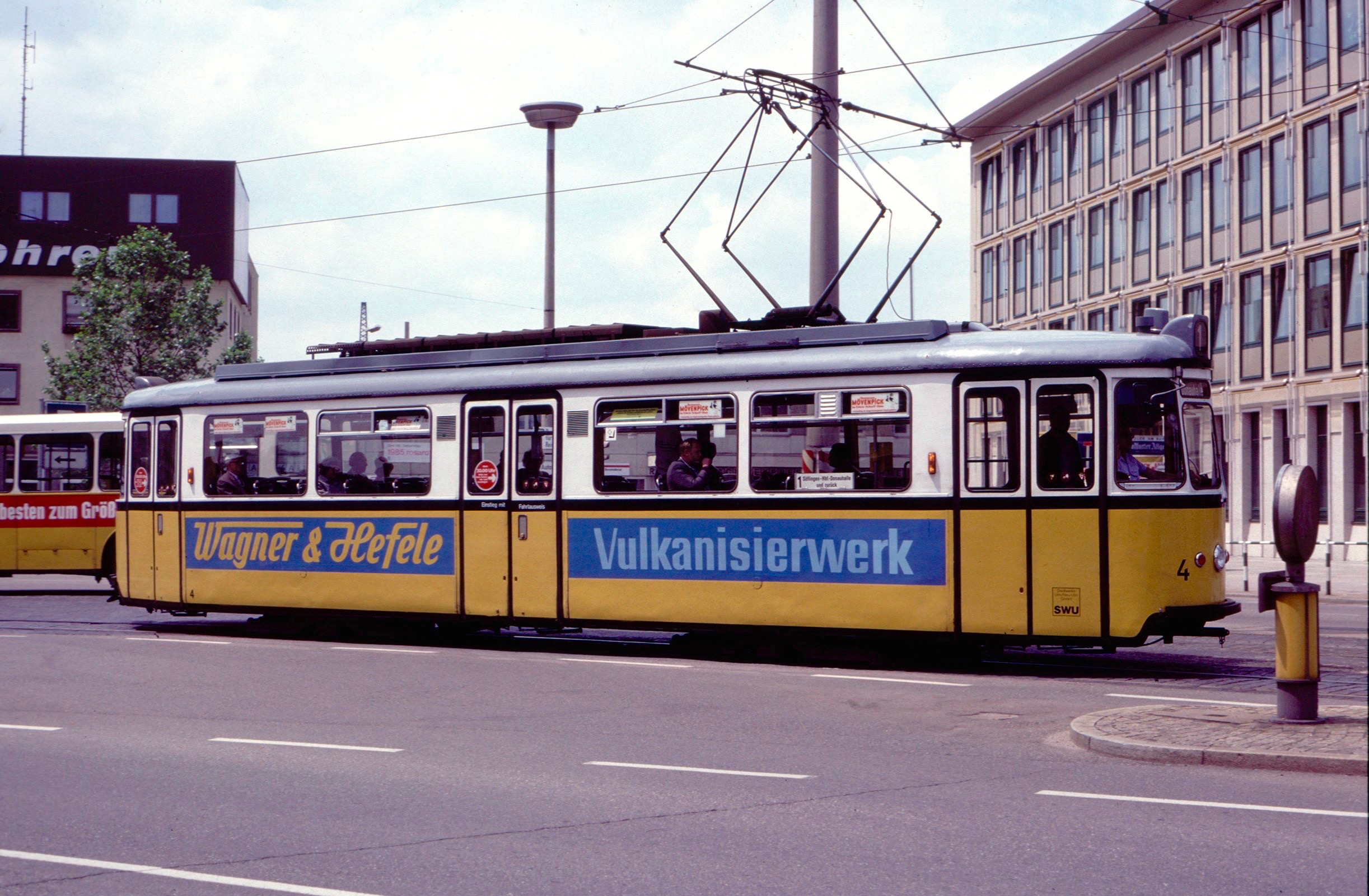
ボギー車は1950年代から1980年代まで使用された（1985年撮影）
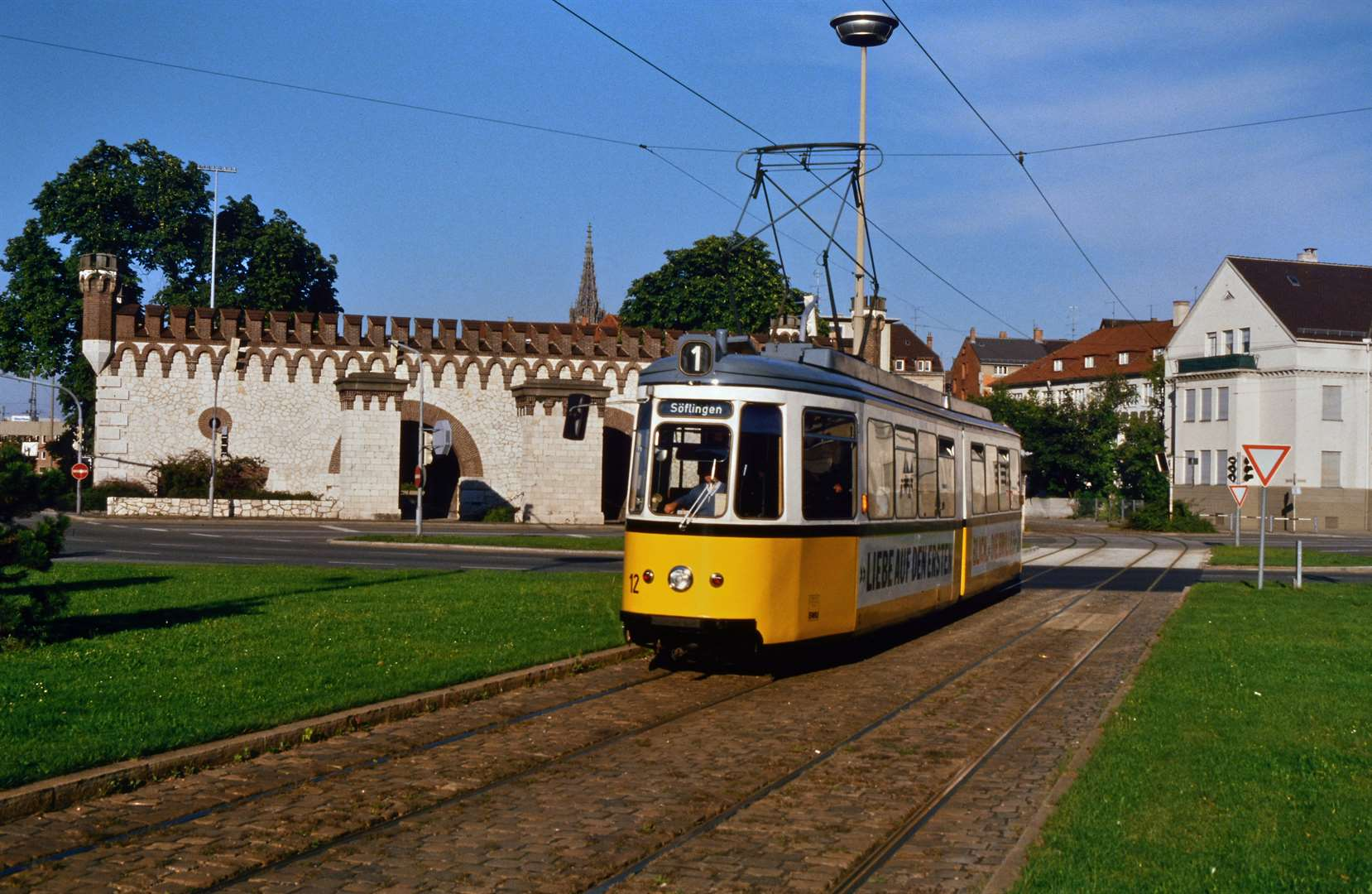
ロイトリンゲン市電から譲渡されたGT4形は1988年まで使用された（1984年撮影）
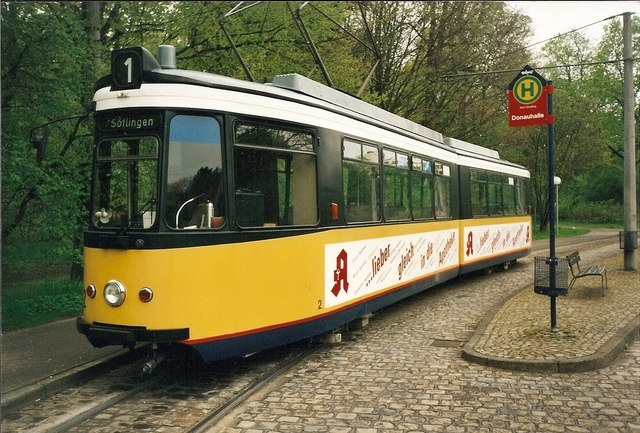
シュトゥットガルト市電から譲渡されたGT4形（2002年撮影）
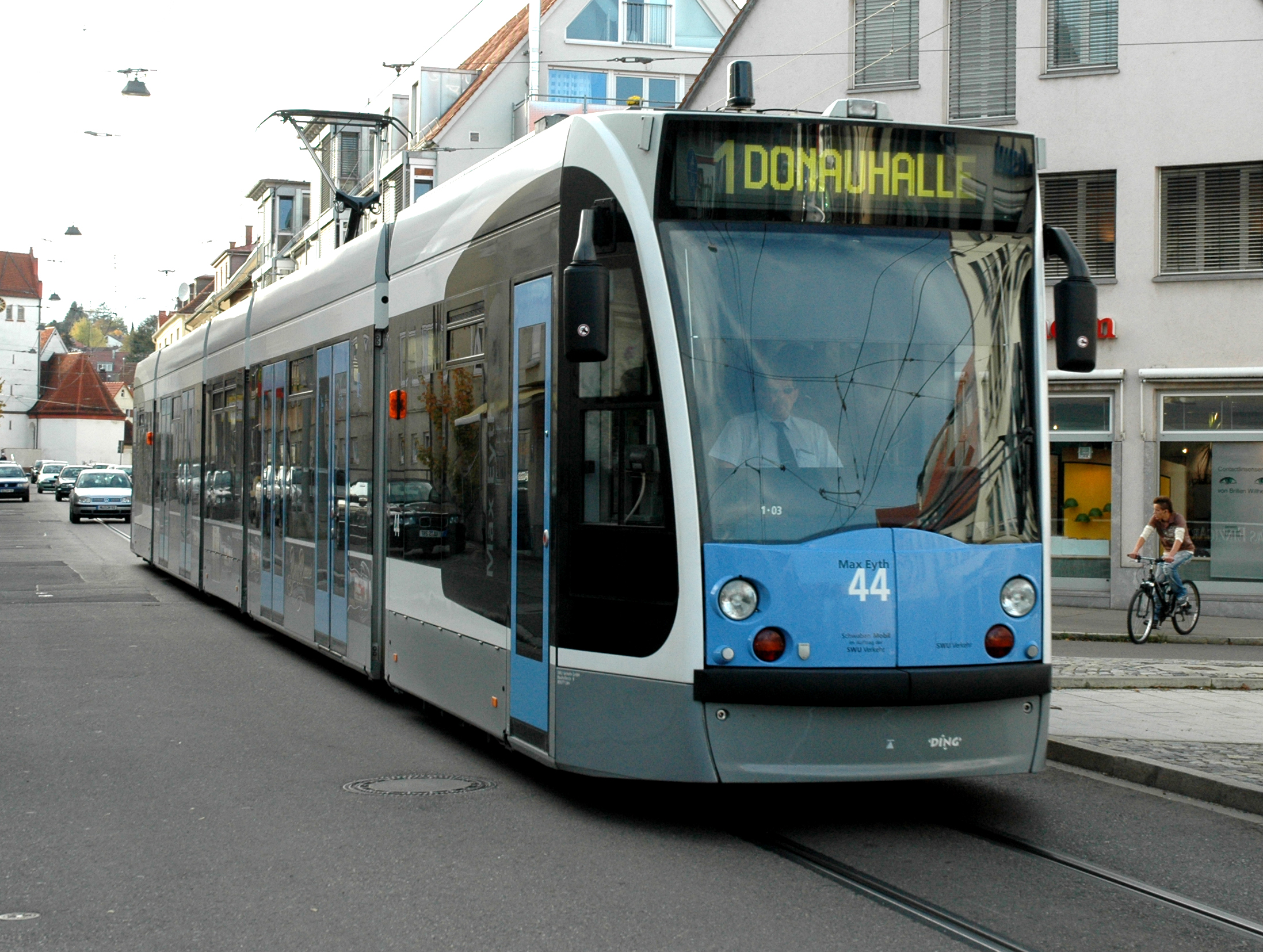
コンビーノは2003年以降導入が実施された（2006年撮影）

一方、ドイツ再統一後はウルム市電全体の近代化や拡張も模索されるようになり、軌間の1,435 mm（標準軌）への変更を含めた延伸計画は1999年に否決されたものの、それに代わって1号線の延伸計画が決定され、2009年3月にウルム北部のボーフィンゲン（Böfingen）地区へ向かう全長5.5 kmの新規路線が開通した。更に、この延伸区間の起点となるドナウハレ（Donauhalle）電停についても近接する多目的アリーナであるドナウハレ・ウルムへの利便性を高めるため移設が実施された。
続いて2015年10月からはウルム北部、教育や研究施設が立ち並ぶ「科学都市」（Wissenschaftsstadt）や南西部のクーバーグ（Kuhberg）地区へ向かう2号線の建設が開始された。これは沿線の開発による需要増加を見込んだものであり、2018年12月から営業運転を開始した。この2号線の敷設に合わせて、ドイツ鉄道の線路を跨ぐ路面電車・自転車・歩行者が利用可能なキレンヘスブルク橋の建設も実施されており、同橋梁は設計やデザインが高く評価され2019年のウルリッヒ・フィンステルヴァルダー土木工学賞（Ulrich-Finsterwalder-Ingenieurbaupreises）を受賞している。

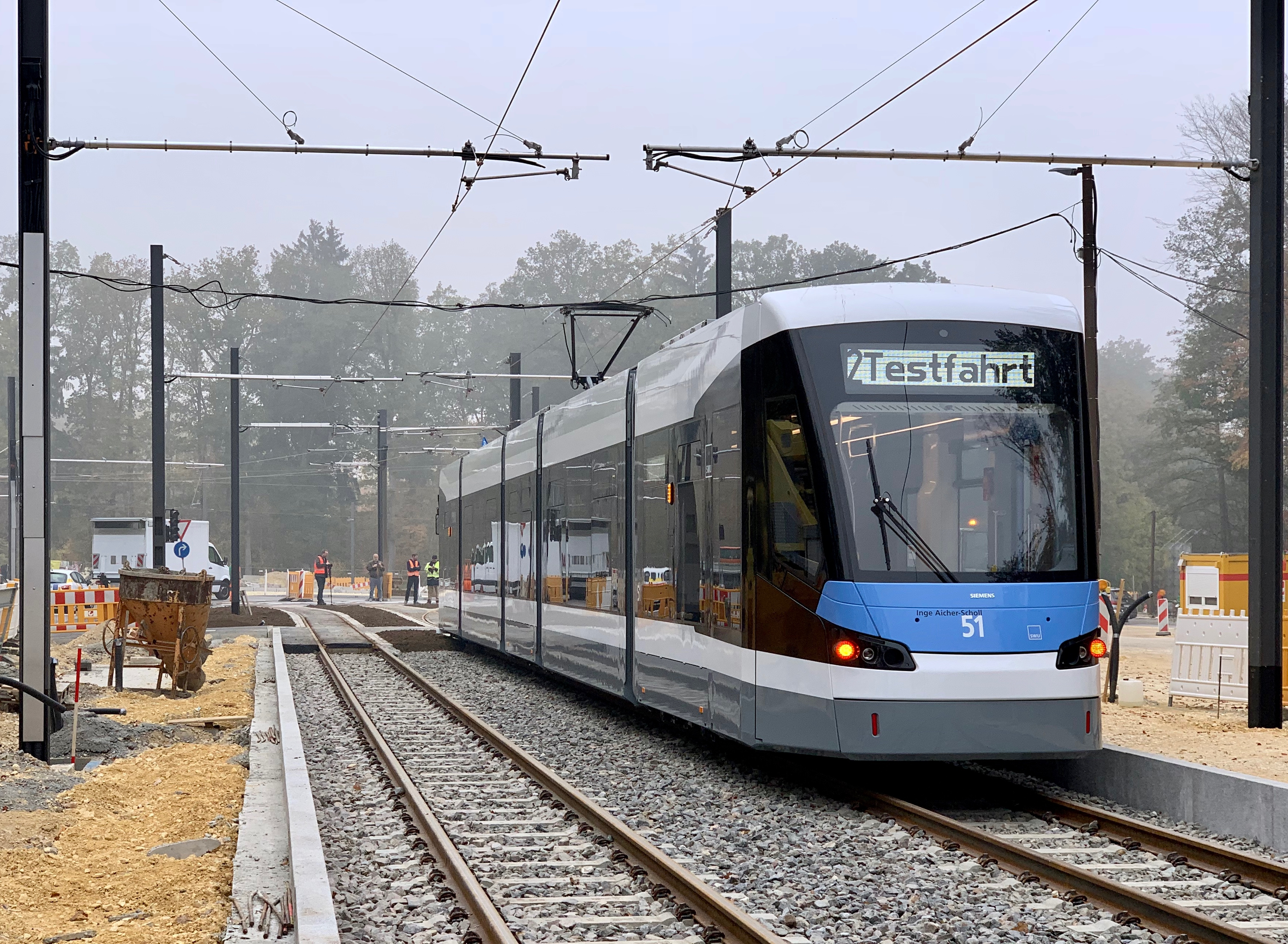
2号線開通に合わせて導入されたアヴェニオM（2018年撮影）
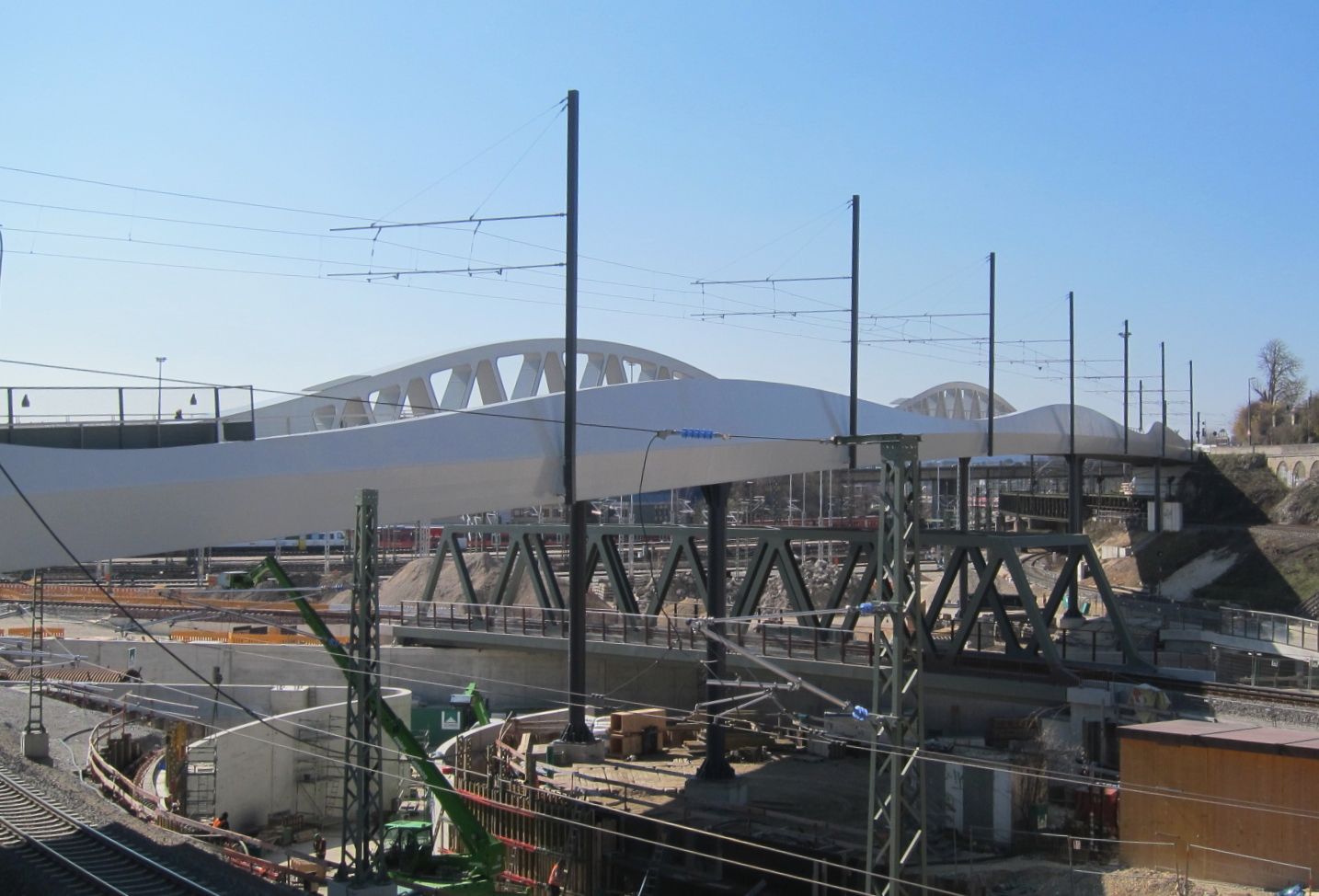
キレンヘスベルク橋（2019年撮影）

## 運用
2021年現在、ウルム市電では以下の2系統が運行している。
| 系統番号 | 起点                 | 終点                   | 電停数 | 営業キロ | 参考・備考 |
| -------- | -------------------- | ---------------------- | ------ | -------- | ---------- |
| 1        | Söflingen            | Böfingen Ostpreußenweg | 22箇所 | 10.2km   |            |
| 2        | Kuhberg Schulzentrum | Science Park II        | 21箇所 | 9.3km    |            |

## 車両

### 現有車両
2021年現在、ウルム市電で営業運転に使用されている車両は全てバリアフリーに適した超低床電車であり、全車ともアルベルト・アインシュタインやルネ・デカルト、ヨハネス・ケプラーといったウルムに所縁がある著名な人物にちなんだ愛称が付けられている。

#### コンビーノ

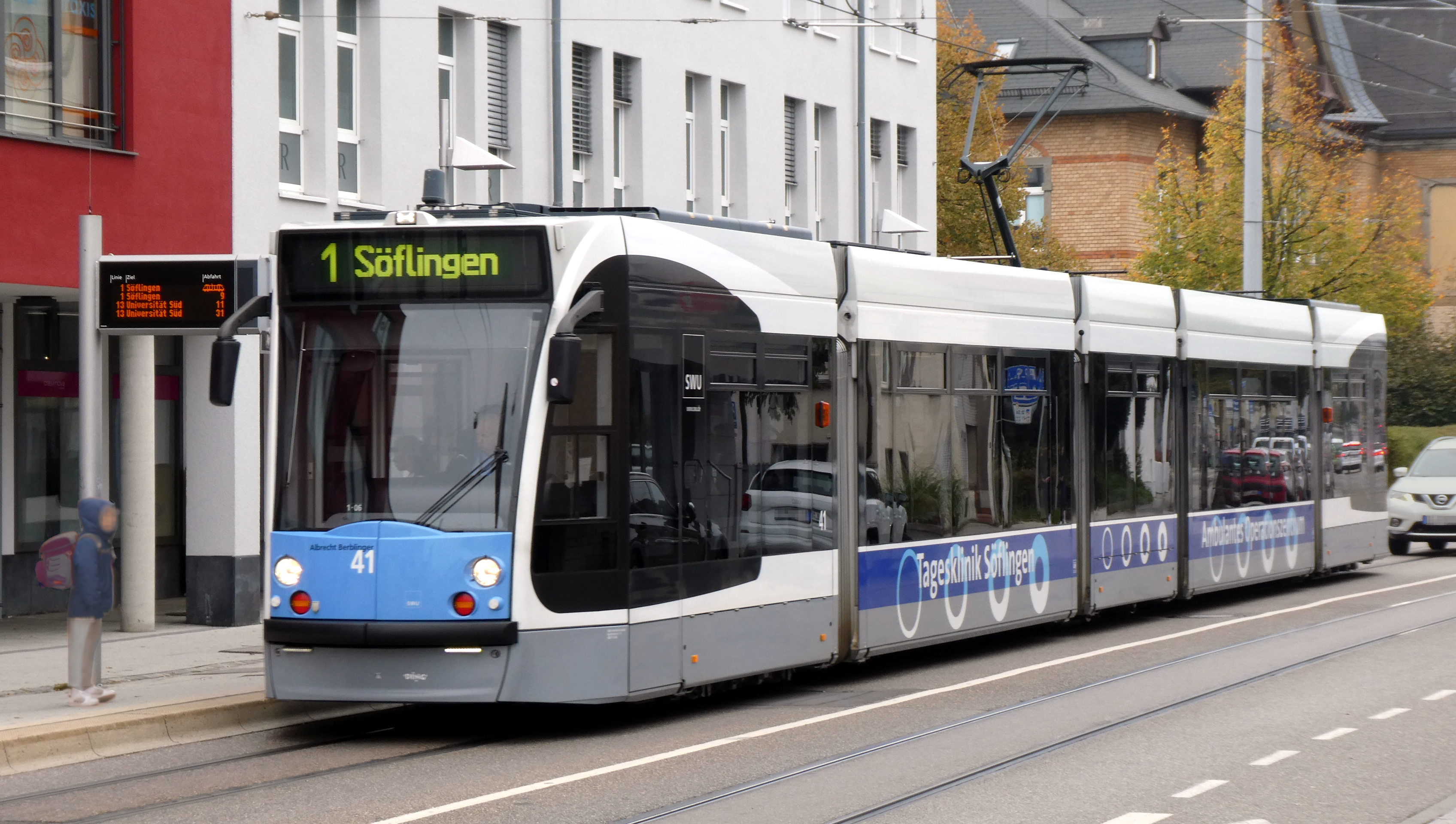
コンビーノ（2018年撮影）

後述するシュトゥットガルト市電からの譲渡車両を置き換えるために導入されたシーメンス製の片運転台式5車体連接車。2003年7月から営業運転を開始し、1号線の延伸に合わせて2008年には2両の増備が実施されたが、これらの車両は延伸区間にある急勾配対策のためディスクブレーキの強化が行われた他、下り坂走行時に最大許容速度を継続的に監視する自動列車制御装置のZUB222cが搭載されており、既存の車両も同様の改造を受けている。2021年現在は10両（41 - 50）が在籍する。
| 軸配置     | 登場年  | 総数           | 軌間     | 編成        | 運転台   | 対応電圧     | 軸配置   | 備考・参考          |
| ---------- | ------- | -------------- | -------- | ----------- | -------- | ------------ | -------- | ------------------- |
| コンビーノ | 2003,08 | 10両 (41 - 50) | 1,000mm  | 5車体連接車 | 片運転台 | 直流600V     | Bo'2'Bo' | [ 15 ] [ 4 ] [ 16 ] |
| コンビーノ | 2003,08 | 10両 (41 - 50) | 全長     | 全幅        | 床面高さ | 低床率       | 空車重量 | [ 15 ] [ 4 ] [ 16 ] |
| コンビーノ | 2003,08 | 10両 (41 - 50) | 31,030mm | 2,400mm     | 300mm    | 100%         | 37t      | [ 15 ] [ 4 ] [ 16 ] |
| コンビーノ | 2003,08 | 10両 (41 - 50) | 最高速度 | 定員        | 定員     | 主電動機出力 | 車両出力 | [ 15 ] [ 4 ] [ 16 ] |
| コンビーノ | 2003,08 | 10両 (41 - 50) | 最高速度 | 着席        | 合計     | 主電動機出力 | 車両出力 | [ 15 ] [ 4 ] [ 16 ] |
| コンビーノ | 2003,08 | 10両 (41 - 50) | 70km/h   | 72人        | 175人    | 100kw        | 400kw    | [ 15 ] [ 4 ] [ 16 ] |

#### アヴェニオM

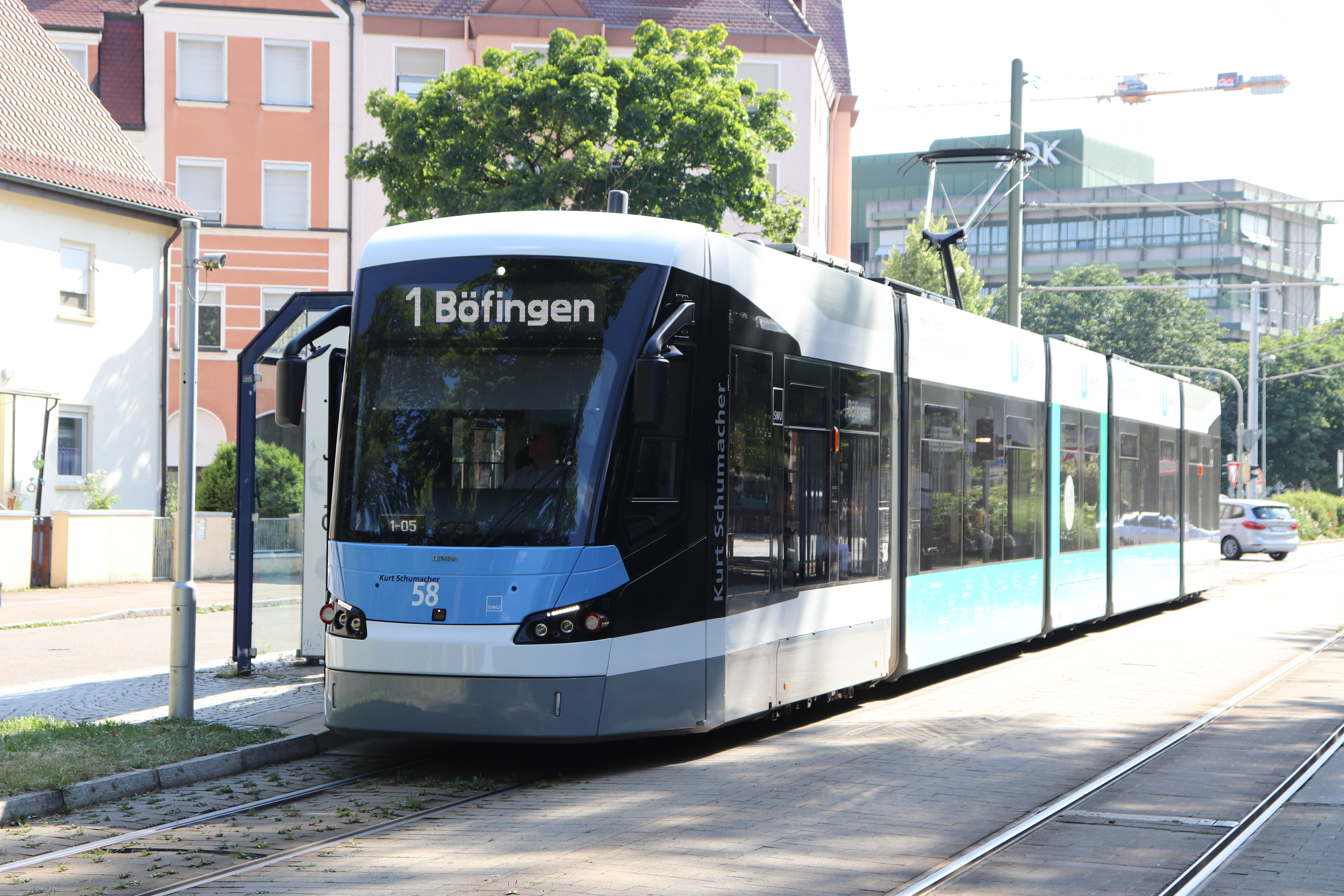
アヴェニオM（2019年撮影）

2号線の開通に合わせ、2018年から導入が行われているシーメンス製の5車体連接車。コンビーノと同様にフローティング車体を含んだ編成構造を有するが、コンビーノで強度が問題視された車体構造が見直されており、全溶接式のアルミニウム製車体は最新の安全基準であるEN 15227 カテゴリC-IVに準拠した強度を有している一方、総重量は1.2 t/m 未満に抑えられている。2号線開通に先駆けて2018年8月から営業運転を開始し2021年時点で12両（51 - 62）が在籍していた他、利用客の増加に応じる形で2020年にはオプションを行使する形で6両（63 - 68）の追加発注が実施されており、2023年1月から7月にかけて順次導入が行われている。
これらの合計18両は2024年5月時点で5車体連接車だが、同月にシーメンスとの間に追加車体の発注が行われており、2027年から2028年にかけて7車体連接車への改造工事が実施される事になっている。これにより定員数が256人となり、混雑が課題となっている2号線の輸送力増強が図られる。
| 軸配置      | 登場年 | 総数           | 軌間     | 編成        | 運転台   | 対応電圧     | 軸配置   | 備考・参考         |
| ----------- | ------ | -------------- | -------- | ----------- | -------- | ------------ | -------- | ------------------ |
| アヴェニオM | 2018-  | 18両 (51 - 68) | 1,000mm  | 5車体連接車 | 片運転台 | 直流750V     | Bo'2'Bo' | [ 15 ] [ 3 ] [ 4 ] |
| アヴェニオM | 2018-  | 全長           | 全幅     | 床面高さ    | 床面高さ | 低床率       | 車輪径   | [ 15 ] [ 3 ] [ 4 ] |
| アヴェニオM | 2018-  | 全長           | 全幅     | 扉部        | 台車上部 | 低床率       | 車輪径   | [ 15 ] [ 3 ] [ 4 ] |
| アヴェニオM | 2018-  | 31,470mm       | 2,400mm  | 305mm       | 380mm    | 100%         | 610mm    | [ 15 ] [ 3 ] [ 4 ] |
| アヴェニオM | 2018-  | 空車重量       | 最高速度 | 定員        | 定員     | 主電動機出力 | 車両出力 | [ 15 ] [ 3 ] [ 4 ] |
| アヴェニオM | 2018-  | 空車重量       | 最高速度 | 着席        | 合計     | 主電動機出力 | 車両出力 | [ 15 ] [ 3 ] [ 4 ] |
| アヴェニオM | 2018-  | 38t            | 70km/h   | 69人        | 185人    | 120kw        | 480kw    | [ 15 ] [ 3 ] [ 4 ] |

### 動態保存車両
ウルム市電で使用されていた車両のうち、一部はウルム/ノイウルム地方交通機関友の会（Ulmer / Neu-Ulmer Nahverkehrsfreunde、UNF）の支援の元で動態保存運転が行われている。
- 1  - 1957年、エスリンゲン機械工場（ドイツ語版）製のボギー車。1986年まで営業運転に使用された。
- 10 - 元は1964年にエスリンゲン機械工場で製造された、シュトゥットガルト市電向けの2車体連接車。1986年にウルム市電へ譲渡され、2003年にコンビーノへ置き換えられるまで営業運転に使用された。
- 16 - ハレのリンダー製の2軸車。1910年にバーデン＝バーデン市電向け車両として製造され、1951年にウルム市電に譲渡されて以降1964年まで営業運転に使用された。以降は事業用車両として在籍したが、1980年に開催された州立園芸博覧会に合わせて動態復元された経歴を持つ。

## 今後の予定
ウルム市電ではドナウタール（Donautal）地区を経由し、ドナウ川を跨いでヴィープリンゲン（Wiblingen）地区やノイウルム方面へ向かう路線が今後の計画として提案されており、2019年時点ではルートの検討が行われている段階にある。

## 参考資料
- Neil Pulling (2020-9). “Systems Factfile No.155 Ulm, Germany”. Tramways & Urban Transit No.993 (LRTA) 83:  351-355 2021年5月7日閲覧。.